# Balance of Power
Balance of Power (с англ. — «Баланс силы») — одиннадцатый студийный альбом британской рок-группы Electric Light Orchestra, изданный в марте 1986 года на лейбле Jet Records.

## Об альбоме
Balance of Power — последний студийный альбом Electric Light Orchestra, в котором принял участие музыкант оригинального состава Бив Бивэн.  Запись альбома началась еще в середине 1984 года (в связи с уходом Келли Гроуката Джефф Линн играл и на бас-гитаре), но из-за дополнительной работы над треками релиз был сдвинут на начало 1986 года. ELO дали несколько живых концертов в Великобритании и Европе, а также поучаствовали в одном британском шоу с Джорджем Харрисоном в качестве приглашенного гитариста.
Успех альбома был ещё скромнее, чем у Secret Messages (1983), лишь песня «Calling America» держалась какое-то время в хит-парадах. После выхода альбома Джефф Линн официально объявил о роспуске группы, поскольку больше не был связан контрактными обязательствами перед звукозаписывающей фирмой.

## Список композиций
Слова и музыка всех песен — Джеффа Линна.
| №  | Название               | Длительность |
| -- | ---------------------- | ------------ |
| 1. | «Heaven Only Knows»    | 2:52         |
| 2. | «So Serious»           | 2:38         |
| 3. | «Getting to the Point» | 4:28         |
| 4. | «Secret Lives»         | 3:26         |
| 5. | «Is It Alright»        | 3:25         |

| №                   | Название               | Длительность |
| ------------------- | ---------------------- | ------------ |
| 6.                  | «Sorrow About to Fall» | 3:59         |
| 7.                  | «Without Someone»      | 3:48         |
| 8.                  | «Calling America»      | 3:26         |
| 9.                  | «Endless Lies»         | 2:55         |
| 10.                 | «Send It»              | 3:04         |
| Общая длительность: | Общая длительность:    | 34:18        |

## Участники записи
Electric Light Orchestra
- Джефф Линн — вокал, электрическая гитара, бас-гитара, продюсер, композитор
- Бив Бивэн — ударные, перкуссия
- Ричард Тэнди — синтезаторы

Дополнительный персонал
- Мик Камински — скрипка
- Дэйв Морган — бэк-вокал
- Луис Кларк — струнные инструменты

## Позиции в хит-парадах
| Чарт (1986)                                  | Позиция |
| -------------------------------------------- | ------- |
| Australian Albums (Kent Music Report)        | 49      |
| Австрия (Ö3 Austria)                         | 29      |
| Канада (RPM Top Albums/CDs)                  | 46      |
| Нидерланды (Album Top 100)                   | 20      |
| Finnish Albums (The Official Finnish Charts) | 14      |
| Германия (Offizielle Top 100)                | 18      |
| Japanese Albums (Oricon)                     | 16      |
| Норвегия (VG-lista)                          | 4       |
| Швеция (Sverigetopplistan)                   | 3       |
| Швейцария (Schweizer Hitparade)              | 10      |
| Великобритания (UK Albums Chart)             | 9       |
| США (Billboard 200)                          | 49      |